# Solenocera hextii
Solenocera hextii är en kräftdjursart som beskrevs av James Wood-Mason och Alcock 1891. Solenocera hextii ingår i släktet Solenocera och familjen Solenoceridae. Inga underarter finns listade i Catalogue of Life.